# 竹内鐡二
竹内  鐡二（たけうち てつじ、1903年6月24日 –  ？）は、日本の教育者。金蘭千里高等学校校長。

## 略歴
鳥取県生まれ。1925年九州帝国大学農学部農芸化学科卒業。
旧制福井県小浜中学校、京都府第一中学校教諭、京都府福知山女子高等学校・京都府立鴨沂高等学校・大阪府立貝塚高等学校・大阪府立三国丘高等学校校長を経て大阪府立北野高等学校校長に就任。
1964年3月31日、府立高等学校を退職。私立金蘭千里高等学校長となる。